# Софронов, Александр Генрихович
Александр Генрихович Софронов (род. 16 августа 1960, Ленинград) — российский врач, главный врач психиатрической больницы № 3 имени И. И. Скворцова-Степанова, заведующий кафедрой психиатрии Северо-Западного государственного медицинского университета им. И. И. Мечникова, доктор медицинских наук, профессор, член-корреспондент Российской академии наук (2016), главный психиатр и главный нарколог Санкт-Петербурга.
Сертифицированный врач-психиатр высшей категории, врач-нарколог, полковник медицинской службы (1998). Основные направления исследований: экзогенные и органические психические расстройства, психофармакология, наркология.
Член Правления Российского общества психиатров. Лауреат Премии Правительства Российской Федерации в области науки и техники.

## Биография
Отец — токсиколог, академик Генрих Софронов, мать — Софронова Лариса. Женат, дочь Анастасия.
В 1977 году поступил, а в 1983 году с отличием окончил Военно-медицинскую академию. В 1984—1987 годах служил в ВМФ СССР. С 1987 года адъюнкт кафедры психиатрии Военно-медицинской академии. Занимал должности врача-специалиста, старшего ординатора, преподавателя, начальника отделения, профессора кафедры психиатрии Военно-медицинской академии.
В 1990 году защитил кандидатскую диссертацию «Особенности острой интоксикации и абстинентного синдрома при злоупотреблении препаратами опия кустарного изготовления».
В 1995 году защитил докторскую диссертацию «Клинико-экспериментальное обоснование новых подходов к оказанию токсикологической и психиатрической помощи при злоупотреблении опиатами». Обе диссертации выполнены по смежным специальностям «психиатрия» и «токсикология».
С 2005 года возглавляет кафедру психиатрии Север-Западного медицинского университета имени И. И. Мечникова (Санкт-Петербургской медицинской академии последипломного образования).
В 2006 году назначен Главным наркологом Комитета по здравоохранению Правительства г. Санкт-Петербурга.
С 2008 года — главный психиатр Комитета по здравоохранению Правительства г. Санкт-Петербурга.
Член редколлегии журналов «Психическое здоровье», «Наркология», «Вопросы наркологии», «Академический медицинский журнал». В качестве члена оргкомитета и докладчика принимал участие в работе международных конференций в Европе, США.
Подготовил 1 доктора и 7 кандидатов медицинских наук.

## Основные работы
Автор более 250 научных публикаций.
- Избранные вопросы наркологии (1997),
- Опиатная наркомания (1998),
- Эфферентная терапия неотложных состояний в психиатрии и наркологии (1998),
- Злоупотребление наркотическими средствами и токсическими веществами в практике военно-врачебной экспертизы (1999), Алкогольный абстинентный синдром (2002).

Автор разделов в учебнике «Военная психиатрия» (2001), в Руководстве по общей токсикологии (2003), «Справочнике врача скорой помощи» (2007) и др.